# Junichi Masuda
Junichi Masuda, 増田 順, född 12 januari 1968, är en japansk tv-spelskompositör, regissör, designer, producent, och programmerare mest känd för sitt arbete med Pokémon-spelen. Han är medlem i Game Freak-styrelsen och har arbetat på företaget sedan 1989.